# Gernrode
Gernrode je malé městečko v Sasku-Anhaltsku na severním úpatí pohoří Harz. Až do 31. 12. 2010 bylo samostatné, od 1. 1. 2011 se stalo částí města Quedlinburg, leží asi 8 km jižně od centra města. Ve městě se nachází otónský kostel sv. Cyriaka a řada historických domů, z města vychází úzkokolejná železnice Selketalbahn do hor. Ve městě jsou školy a drobný průmysl, mimo jiné výroba kukačkových hodin.

## Dějiny
Roku 959 založil markrabí Gero na svém statku Geronisroth klášter pro královské a šlechtické vdovy, který se patrně stal vzorem pro klášter sv. Jiří v Praze. Kostel se poprvé připomíná 961, roku 965 zde byl Gero pochován. Roku 1130 byla přistavěna západní apsida a ve 13. století zde jako jeptiška žila také Hedvika, dcera Přemysla Otakara I. Roku 1521 přestoupila zdejší abatyše k reformaci a roku 1616 byl klášter zrušen. Klášterní budovy i kostel silně chátraly, až v letech 1858-1866 byl kostel důkladně obnoven a je jednou z nejlépe zachovaných památek otónské architektury. Po roce 1990 značná část místních podniků zkrachovala a od té doby obyvatelstva ubývá. Od 1. 1. 2011 se stalo částí města Quedlinburg.
Roku 1773 se v Gernrode narodil geolog Friedrich Mohs, vynálezce stupnice tvrdosti.

## Doprava
Gernrode leží asi 12 km jižně od dálnice B 6n u Quedlinburgu. Úzkokolejná železnice do hor byla roku 2004 prodloužena do Quedlinburgu, takže i po zrušení trati Quedlinburg – Aschersleben má Gernrode opět železniční spojení.

## Kostel sv. Cyriaka
Kostel sv. Cyriaka je trojlodní otónská basilika s apsidami, se dvěma věžemi v západním průčelí a se dvěma kryptami, zachovaná v původní podobě. Mimořádně cenný je bohatě zdobený kamenný Boží hrob z 11. století, patrně památka na Křížové výpravy. Kolem něho se ve středověku odehrávaly velikonoční Pašijové hry.
K jižní stěně kostela přiléhá jedno křídlo křížové chodby s poschodím, rovněž z 11. století. Ostatní klášterní budovy byly zbořeny.

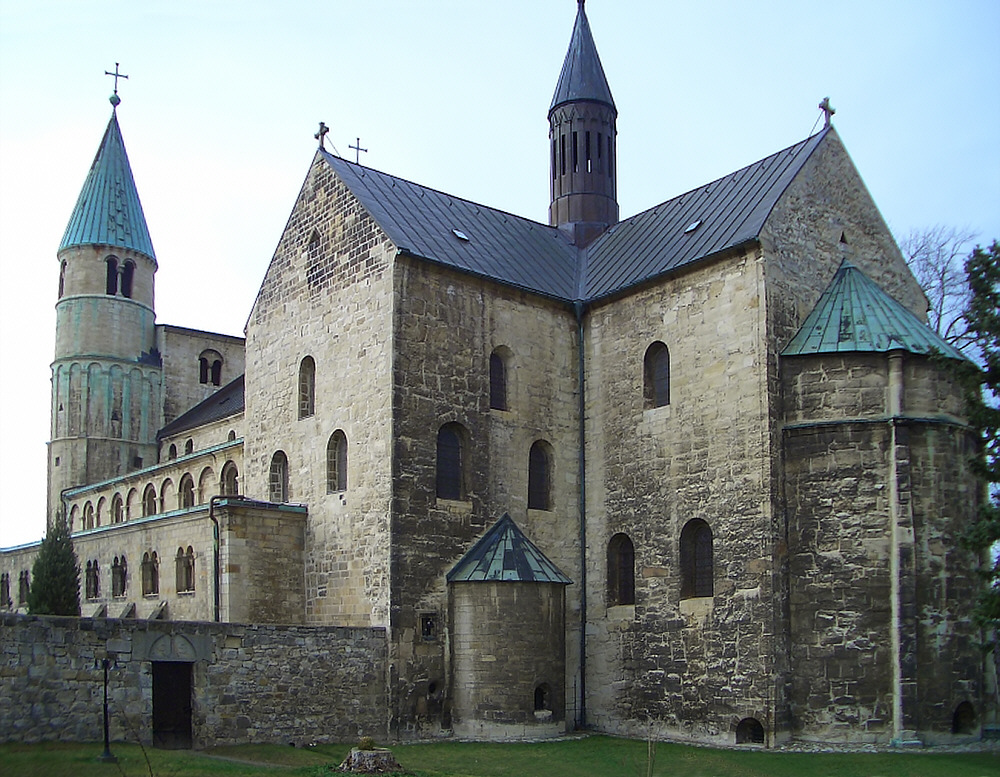
Kostel sv. Cyriaka
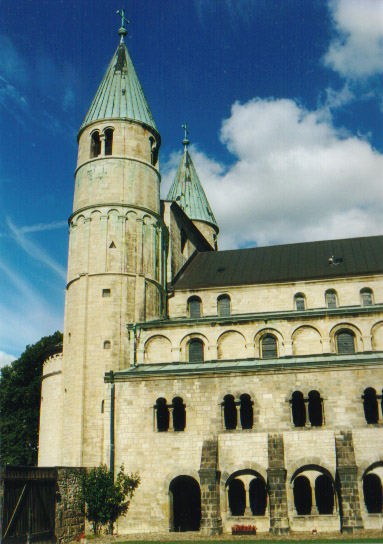
Kostel sv. Cyriaka, věže
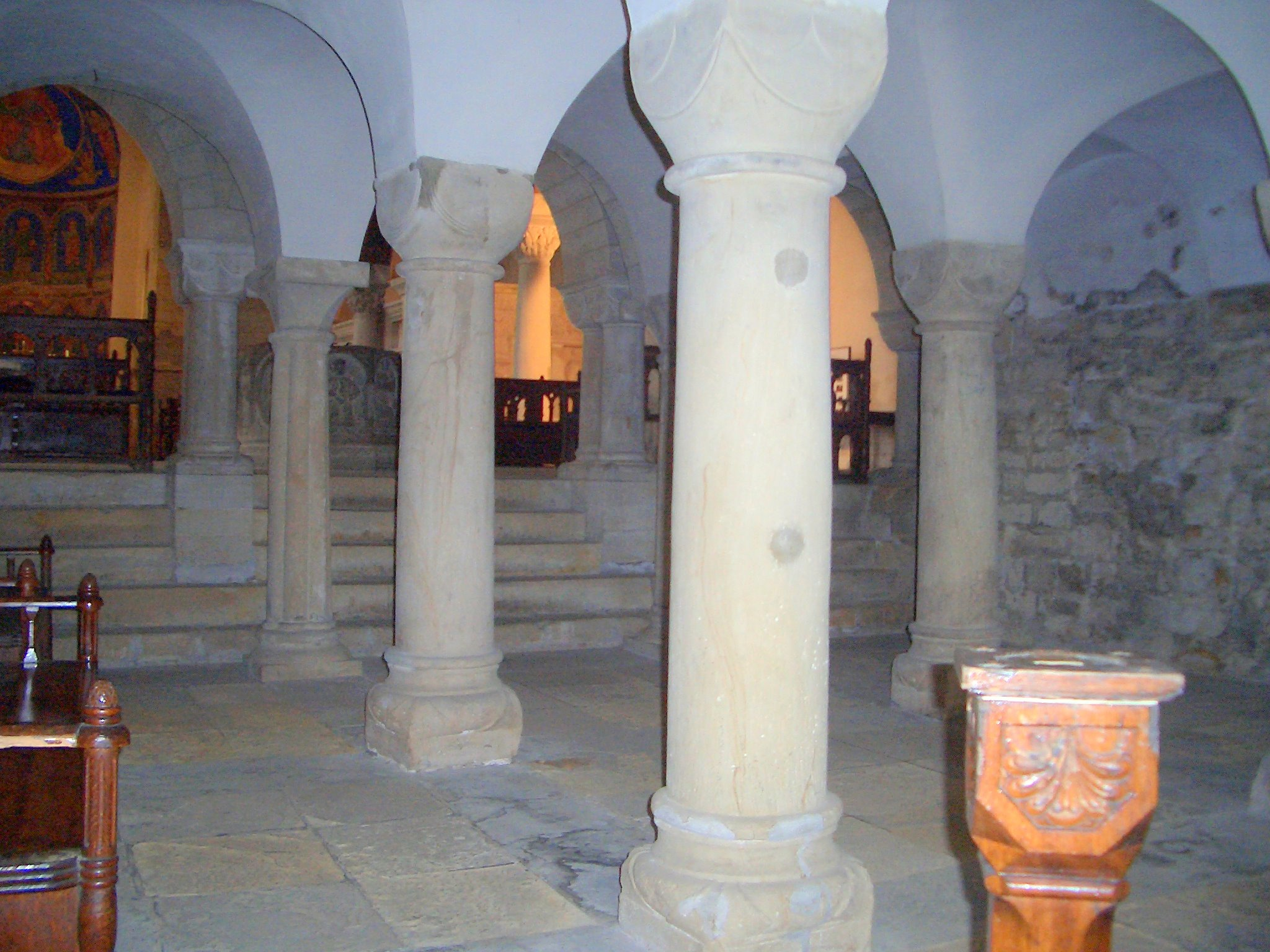
Kostel sv. Cyriaka, západní krypta